# Susan Hampshire
Susan, Lady Kulukundis, CBE (nascuda el 12 de maig de 1937), coneguda professionalment pel seu nom de soltera Susan Hampshire, és una actriu anglesa, coneguda pels seus nombrosos papers televisius i cinematogràfics. Va guanyar tres vedades el Premi Emmy per The Forsyte Saga en 1970, The First Churchills en 1971, i per Vanity Fair en 1973. També fou coneguda per altres papers a televisió com The Pallisers (1974), The Grand (1997–98), i Monarch of the Glen (2000–05).

## Biografia

### Primers anys
Susan Hampshire va néixer a Kensington, Londres, filla de George Kenneth Hampshire i June (née Pavey), d'ascendència irlandesa. La menor de cinc fills, tenia tres germanes i un germà. La seva mare era professora i el seu pare era un director de l'ICI que rarament parava a casa, els seus pares eren separats no oficialment. De petita, va tenir algunes dificultats per al desenvolupament, no va poder escriure el seu nom fins als nou anys i no va poder llegir bé fins als 12 anys. La seva decidida mare June va fundar una petita escola de Londres el 1928, The Hampshire (ara Gems Hampshire School), on va ensenyar Susan.
La seva ambició infantil era ser infermera, però no tenia prou nivell de llatí requerit, de manera que va decidir convertir-se en actriu. Se li va diagnosticar dislèxia als 30 anys.

### Carrera
La seva primera aparició al cinema fou a The Woman in the Hall. Va decidir convertir-se en actriu de petita i va treballar en un teatre abans de passar a treballar al cinema i a la televisió. Durant aquest període, va tenir el paper principal en una versió dramatitzada de Little Black Sambo registrada per HMV Junior Record Club (lletra de David Croft, música de Cyril Ornadel). i va cantar a The Midday Show quan ITV Anglia començava a emetre (com a Anglia Television) en 1959. El seu primer paper protagonista va ser a la pel·lícula During One Night en 1960. Després va tenir el paper principal en l'adaptació de la BBC de What Katy Did. Aviat va començar a treballar per Walt Disney, i va protagonitzar The Three Lives of Thomasina (amb Patrick McGoohan) i The Fighting Prince of Donegal. Després apareixerà de nou amb McGoohan en dos episodis de Danger Man. Va protagonitzar amb Cliff Richard el musical de Sidney J. Furie Wonderful Life (1964).
En 1966 va ser presentada als espectadors de televisió estatunidencs en l'episodi pilot de The Time Tunnel com a jove passatgera del Titanic que es feia amiga del Dr. Tony Newman. Posteriorment interpretaria la conservacionista Joy Adamson a Living Free, la seqüela de Nascuda lliure. En 1972 va interpretar tres papers diferents a Malpertuis, dirigida per Harry Kumel. És coneguda pel seu treball a la televisió. Va aparèixer en diverses sèries de televisió populars, entre elles The Andromeda Breakthrough (1962) en la que va substituir Julie Christie, que no estava disponible per la sèrie, però que havia interpretat el paper d'Andròmeda a la primera temporada d' A for Andromeda (1961). El seu paper televisiu més destacat a la dècada dels seixanta va venir en l'adaptació de la BBC de The Forsyte Saga, on interpretava Fleur.
Hampshire va rebre el Premi Emmy de l'Academy of Television Arts & Sciences pels seus papers a The Forsyte Saga (1970), The First Churchills (1971) i Vanity Fair (1973). L'any 1973 la va veure novament a la televisió estatunidenca amb Kirk Douglas a la versió musical de Dr. Jekyll and Mr. Hyde. Altres minisèries en les que va aparèixer foren The Pallisers, The Barchester Chronicles i Coming Home. Va ser subjecte de This Is Your Life en 1992 quan va ser sorpresa per Michael Aspel al Ritz Hotel. El 1997 va aparèixer a la sèrie de televisió d'ITV The Grand interpretant a una madam que residia a l'hotel. Posteriorment ha interpretat Molly MacDonald, Lady of Glenbogle a Monarch of the Glen (2000–05), i ha aparegut a Casualty (temporada 26, No Goodbyes, 19 de novembre de 2011) com a Caitlin Northwick (amb Michael Jayston).
Hampshire ha estat activa a l'escenari, ocupant els papers protagonistes en moltes obres de referència. El 2007 va estar en una obra de referència, The Bargain, basada en una trobada entre Robert Maxwell i Teresa de Calcuta. Va interpretar la fada padrina en pantomima al New Wimbledon Theatre el 2005–06 i al New Victoria Theatre a Woking el 2006–07. El 2008 es va unir al relativament petit grup d'actors que han interpretat dues generacions en la mateixa obra en diferents ocasions. La seva aparició al Festival de Teatre de Chichester l'estiu de 2008 com a Lady Catherine Champion-Cheney a The Circle de Somerset Maugham, a l'estiu de 2008, fou seguida per la seva aparició a la mateixa obra (i lloc) com a Elizabeth Champion-Cheney (la nora de Lady Catherine) el 1976.

### Escriptora i benefactora
Fins a la publicació, el 1981, de la seva autobiografia Susan's Story, poca gent era conscient de la seva lluita amb la dislèxia. Des de llavors ha esdevingut una important activista al Regne.
El seu segon llibre, The Maternal Instinct (1984), va tractar qüestions sobre dones i fertilitat i va publicar una col·lecció d'entrevistes Every Letter Counts: Winning in Life Despite Dyslexia en 1990. Ha escrit llibre per a nens com Lucy Jane at the Ballet, Lucy Jane and the Russian Ballet, Lucy Jane and the Dancing Competition, Lucy Jane on Television, Bear's Christmas, Rosie's First Ballet Lesson i Rosie's Ballet Slippers, i diversos llibres i vídeos sobre la seva afició a la jardineria, com Easy Gardening, My Secret Garden i Trouble Free Gardening.
És patrona de la British Homeopathic Association, de Body Positive Dorset, The National Osteoporosis Society, Dignity in Dying i Population Matters. També és patrona de Mousetrap Theatre Projects a Londres que dona suport a nens desfavorits i amb discapacitat per gaudir del teatre. Susan ocupa el càrrec de vicepresident a la Juvenile Diabetes Research Foundation Ltd, UK.

### Vida personal
Hampshire s va casar amb el productor francès Pierre Granier-Deferre de 1967 a 1974; el matrimoni va tenir un fill, Christopher, i una filla, Victoria, que va morir a les 24 hores de néixer. Està casada amb l'empresari teatral Sir Eddie Kulukundis des de 1981.
Hampshire va abandonar gairebé totes les oportunitats d'actuació després del 2009 per tenir cura del seu marit, que havia desenvolupat demència i diabetis mellitus tipus 2.
Hampshire fou nomenada oficial de l'Orde de l'Imperi Britànic (OBE) al 1995 Birthday Honours pel servei a les persones dislèciques. Al 2018 New Year Honours fou nomenada comandant de l'Orde de l'Imperi Britànic (CBE) pels serveis al drama i al a beneficència.

## Filmografia
- The Woman in the Hall (1947) - Young Jay
- Idol on Parade (1959) - Martha
- Es busca minyona (Upstairs and Downstairs) (1959) - Arriving Passenger 3 (sense acreditar)
- Expresso Bongo (1959) - Cynthia (sense acreditar)
- During One Night (1960) - Jean
- The Long Shadow (1961) - Gunilla
- The Andromeda Breakthrough (sèrie de la BBC, 1962) - Andromeda
- What Katy Did (minisèrie de la BBC, 1962) - Katy Carr
- The Three Lives of Thomasina (1963) - Lori MacGregor
- Night Must Fall (1964) - Olivia Greyne
- Wonderful Life (US: Swingers' Paradise, 1964) - Jenny Taylor
- A Hard Day's Night (1964) - Ballarina a la Disco (sense acreditar)
- Paris au mois d'août (1966) - Patricia Seagrave
- Time Tunnel (1966, sèries, episodi pilot) - Althea Hall
- The Fighting Prince of Donegal (1966) - Kathleen McSweeney
- The Trygon Factor (1966) - Trudy Emberday
- The Violent Enemy (1967) - Hannah Costello
- The Forsyte Saga (minisèrie de la BBC, 1967) - Fleur Mont née Forsyte
- Vanity Fair (minisèrie de la BBC, 1967) - Becky Sharp
- The Lady Is a Liar (telefilm de la BBC, 1968) - Isabella
- An Ideal Husband (telefilm de la BBC, 1969) - Mabel Chiltern
- Monte Carlo or Bust! (1969) - Betty
- The First Churchills (minisèrie de la BBC, 1969) - Sarah Churchill, Duchess of Marlborough / Sarah Churchill / Sarah Jennings
- David Copperfield (1969, TV Movie) - Agnes Wickfield
- Malpertuis (1971) - Nancy / Euryale / Alice / Nurse / Charlotte
- Living Free (1972) - Joy Adamson
- A Time for Loving (1972) - Patricia Robinson
- Neither the Sea Nor the Sand (1972) - Anna Robinson
- Baffled! (1972, telefilm) - Michele Brent
- Le Fils (1973) - L'Américaine (sense acreditar)
- Dr. Jekyll and Mr. Hyde (1973, telefilm) - Isabel
- No Encontré Rosas para mi Madre (The Lonely Woman) (1973) - Elaine
- The Pallisers (BBC TV serial, 1974) - Glencora / Lady Glencora M'Cluskie
- Thriller (sèrie, 1 episodi, 1975) - Sally
- The Story of David (1976, telefilm) - Michal
- Bang! (1977) - Cilla Brown
- Dick Turpin (sèrie, un episodi 1981) - Lady Melford
- The Barchester Chronicles (minisèrie de la BBC, 1982) - La Signora Madeline Vesey Neroni
- Leaving (1984-1985, TV Series) - Martha Ford
- Don't Tell Father (BBC TV series, 1992) - Natasha Bancroft
- The Grand (sèrie d'ITV, 1997-1998) - Esme Harkness
- Coming Home (1998, minisèrie) - Miss Catto
- Nancherrow (1999, minisèrie) - Miss Catto
- Monarch of the Glen (sèrie de la BBC, 2000-2005) - Molly MacDonald
- Eve Buckingham (curtmetratge, 2001)
- Sparkling Cyanide (2003, telefilm) - Lucilla Drake
- The Royal (sèrie d'ITV, dos episodis 2009) - Elizabeth Middleditch
- Casualty (sèrie de la BBC, dos episodis, 2011-2013) - Sylvia Black / Caitlin Northwick
- Midsomer Murders (2017) - Delphi Hartley
- Another Mother's Son (postproducció, 2017) - Elena